# 11022 Serio
A 11022 Serio (ideiglenes jelöléssel 1986 EJ1) a Naprendszer kisbolygóövében található aszteroida. Edward L. G. Bowell fedezte fel 1986. március 5-én.